# Демянский район
Демя́нский район — административно-территориальная единица (район) в Новгородской области Российской Федерации.  В рамках организации местного самоуправления в его границах функционирует Демянский муниципальный округ (с 2005 до 2023 года — муниципальный район).

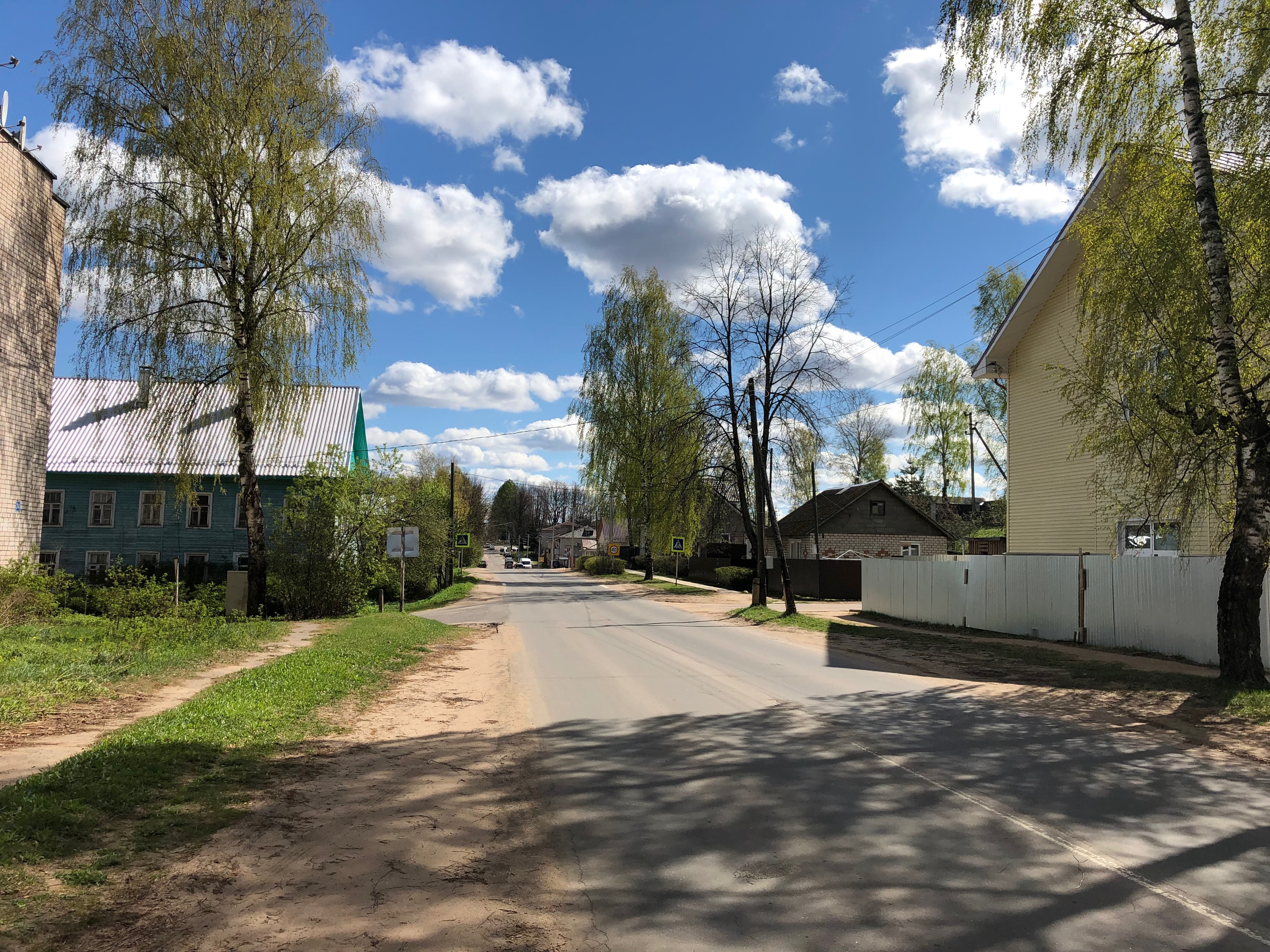
Демянск

Административный центр — посёлок городского типа Демянск, который находится в 181 км от Великого Новгорода.

## География
Территория, положение и орография
Демянский район расположен на юго-востоке Новгородской области между 57° и 58° северной широты и 32° и 33° восточной долготы на переходе от Приильменской низменности к Валдайской возвышенности. Высшая точка района 288 м — гора Ореховна, на севере деревни Ореховно, неподалёку (к северу) от Селигера, на юго-востоке района. Самые низкие ступени (террасы) Приильменья высотой до 30 м над уровнем моря с повышением до 50 м находятся в районе посёлка Лычково. Близ Молвотиц и Демянска ярко выражен крутой Валдайский уступ — переход от Валдайской возвышенности к Приильменской низменности. Орографически ступени Валдайского уступа и Валдайской возвышенности на территории района разделяют на три части: Демянская низина (32-80 метров над уровнем моря), Тригорье (80-200 м над уровнем моря) и Селигерское Поозерье (более 200 м над уровнем моря).
Площадь территории — 3198,94 км² (4-е место среди районов). Протяжённость территории с севера на юг — около 72 км, с запада на восток около 76,5 км. Наибольшая протяжённость с северо-востока на юго-восток — около 90 км.
Демянский район граничит на севере с Крестецким; на северо-востоке с Валдайским; на юге Марёвским; на западе с Парфинским и со Старорусским районами Новгородской области; на востоке и юго-востоке с Тверской областью.
Гидрографическая сеть района представлена реками, озёрами и множеством болот. Основные реки — Пола, Явонь, Полометь; крупнейшая из них — Пола впадающая в Ильмень, — в неё происходит сток вод почти со всей поверхности района, за исключением небольшой части вод стекающих в реки, такие, как Замошенка, стекающее в бассейн Каспийского моря.
Наиболее крупные озера — Селигер, Вельё, Долотце, Мосыленское.
Геологическое строение
Территория Демянского района находится в северо-западной части Восточно-Европейской платформы и Московской синеклизы. Строение — двухъярусное: нижний ярус (фундамент — кристаллические породы) на глубине более 2000 м и верхний ярус — осадочные породы. Кристаллические породы фундамента возникли ещё в архее, более 2,5 млрд лет назад, это граниты и гнейсы. По направлению от Крестецкого района к Валдайскому району глубина залегания фундамента увеличивается от 1 до 3 км. Поверх архейских пород залегают мелкозернистые гнейсы с пропластками сланцев образовавшиеся в протерозое. В пределах Крестецкого прогиба древнего заложения (Крестцовский или Валдайский авлакоген), возникшего в начальном этапе опускания Московской синеклизы, — наиболее погруженной части кристаллического фундамента как на территории района, так и всей Новгородской области, выделяют осадочные породы верхнего протерозоя (2500—570 млн лет назад), бурением были вскрыты многометровые слои рифейских пород (1650—650 млн лет назад) — красные палевошпатно-кварцевые песчаники прибрежно-морского происхождения с интрузиями габбродиабазов. Толщина этих слоёв увеличивается по направлению от Крестецкого района к Валдайскому району, по мере увеличения глубины залегания фундамента. На них залегают осадки образовавшиеся в вендском периоде (650—570 млн лет назад) представляющие собой песчано-алевритовые отложения с прослойками глин и аргиллитов и слой песчаника. Протерозойские отложения перекрываются осадками палеозойской эры. Самый нижний слой — кембрийские отложения (570—505 млн лет назад): песчано-глинистые отложения в том числе и кварцевые пески и синие глины. Выше отложений кембрийского периода — ордовикские (505—438 млн лет назад): в основном известняки и доломиты, реже мергели, песчаники и глины. Отложений силурийского периода (438—408 млн лет назад) нет. В западной части района, под четвертичными отложениями залегают осадки верхнего девона Арденнской подсистемы (Фаменский и Франский ярусы) общей мощностью около 500 м. Эти отложения делят на три литологические толщи: нижняя, состоящая из терригенных песчано-глинистых пород; средняя — карбонатная, состоящая из глинистых и песчанистых доломитов и мергелей, также известняков и глин; верхняя — песчано-глинистая, пёстроцветная со слоями мергелей, доломитов и песчанистых известняков. Верхняя толща верхнедевонских отложений образует дочетвертичную поверхность Демянской низины, а более возвышенную — восточную часть района слагают породы нижнего карбона (каменноугольного периода) визейский яруса (360—286 млн лет назад). В отложениях Тульского горизонта — пески, бурые угли, глины (в том числе и огнеупорные). Алексинский и Михайловский горизонты образующие толщу переслаивания состоят из чередования серых известняков и песчано-глинистых пород. Выше лежащие породы нижнего карбона — известняки, также доломитизированные известняки переходящие в доломиты. Общая мощность известняков карбона составляет 50-60 м. Девонские и каменноугольные отложения выходят на донную поверхность рек, но чаще в местах пересечения ими карбонового уступа (карбонововый глинт — нынешний Валдайско-Онежский уступ или Валдайский уступ).
Геоморфология
Формирование кристаллического фундамента произошло в архее и протерозое. В риффее образовался Крестецкий прогиб (Крестцовский или Валдайский авлакоген), затем в венде с образованием Московской синеклизы суша опустилась, уступив место морю. В кембрийский и ордовикский период на дне формировались осадочные породы, суша в те времена то опускалась то поднималась и море уступало место суше, пока в силуре Московская котловина поднялась образовав сушу. В верхнем и среднем девоне вновь возник обширный морской бассейн, который стал мелеть в нижем девоне. Начиная с этого периода низкая западная часть нынешней территории района формируется в континентальных условиях, но в восточной, ныне более возвышенной, части современной территории Демянского района до конца каменноугольного периода всё ещё было мелководное море. В пермский период, мезозой и кайнозой эта территория была частью континентальной суши. В эпоху альпийской складчатости образовались поднятия на 100—250 м, что способствовало образованию глубоких речных долин врезавшихся в известняки карбона. Отдельные участки современных рек Полометь, Явонь, и др. расположены в этих в долинах, но многие из долин заполнены четвертичными отложениями и в современном рельефе не выражены.
В пределах территории Демянского района различают следующие основные формы дочетвертичного рельефа:
1. девонскую низину (на западе);
2. карбоновый уступ (сравнительно резкий переход от низины к плато);
3. карбоновое плато (на востоке).

Девонская низина — часть Главного Девонского поля Восточно-Европейской платформы, в современной орографии соответствует Демянской низине. Карбоновое плато, на востоке района, немного наклонено на юго-восток, сложено известняками. В нынешнем рельефе — это Селигерское Поозерье на Валдайской возвышенности. Карбоновый уступ расположен в субмеридиональном направлении, понижается в западном направлении, в современном рельефе на территории Демянского района — не выражен, но выражен окончательно сформировавшийся в четвертичном периоде Валдайский уступ, известный современной орографии северо-запада России, также как Валдайско-Онежский уступ. Во время оледенений четвертичного периода карбоновый уступ и плато были препятствием движению ледниковых потоков. После таяния ледников сформировались характерные формы рельефа для Демянской низины — камы, озы и береговые валы (например на правобережье Поломети, есть вал длинной более 6 км), а общая мощность четвертичных отложений в Демянской низине 10-20 м. Карбоновый уступ и плато покрыты большей толщей ледниковых и водно-ледниковых отложений — 40-120 м, сформировавшийся холмисто-озёрный и холмисто-грядовый рельеф дополняется холмистыми массивами камов и озовой грядью, а также плоскими и волнистыми заболоченными участками. Этот рельеф характерен для востока территории района и расположен начиная от Валдайского уступа, так и на Селигерском Поозерье Валдайской возвышенности.

### Климат
Климат района характеризуется нежарким летом, сравнительно мягкой зимой и затяжной осенью и весной. Максимум тепла приходится на лето, максимальная продолжительность дня (на 58° с. ш.) — 22 июня (день летнего солнцестояния) — 18 часов 10 минут, максимальная высота солнца над горизонтом 55°27’. Минимум тепла территория района получает зимой. 22 декабря, в день зимнего солнцестояния, максимальная высота солнца над горизонтом — 8°33’, продолжительность дня в этот день (на 58° с. ш.) 6 часов 26 минут. В целом, за год в районе приход тепла положительный — радиационный баланс +30 ккал/см². Преобладают юго-западные ветра. Разность высот в районе составляющая около 200 м, при одних и тех же воздушных массах создаёт разность температур у поверхности земли порядка 1,5°С (например в долине реки Пола и на вершине горы Ореховна). Среднегодовая температура в районе — около +4,5°С, причём в западной части — около +5°С, а в восточной около +3,5°С. В селе Полново на северном берегу Селигера, находящемся в 36 км от административного центра района — посёлка Демянск расположенном в долине Явони, разница среднегодовых температур составляет около 1,5°С, а разница годовых осадков — около 100 мм. Вегетационный период в Демянске дольше на 2 недели, чем в Полнове, длительность безморозного периода в Полново — 130—140 дней, а в Демянске — 120—130 дней. Высота снежного покрова в районе от 25 до 45 см; число дней со снежным покровом на западе района — 130 дней и на востоке района — 140 и более дней. В западной более равнинной части района среднегодовое количество осадков — 600—700 мм, а в восточной возвышенной части района — 800—900 мм.

## История
Первое летописное упоминание о центре района, Демянске относят к 1406 году, когда он фигурирует в «Списке городов дальних и ближних» как городок Демон (Деман, Демян). В 1824 году в Новгородской губернии был образован Демянский уезд, а Демянск был переведён в разряд уездных городов. Уезд прославился первым в России рыбоводным заводом, который находился в селе Никольском. После революции промышленность в городе развивалась слабо, основным занятием жителей оставалось сельское хозяйство, поэтому в 1927 году город Демянск был преобразован в село.
Демянский район был образован в августе 1927 года в составе Новгородского округа Ленинградской области. В состав района вошли следующие сельсоветы бывшего Демянского уезда:
- из Демянской волости: Великозаходский, Глебовщинский, Жирковский, Кривочасовенский, Костьковский, Пеньковский, Покровский, Тарасовский, Шишковский, Шумилоборский
- из Полновской волости: Ильиногорский, Клевичский, Песоцкий.

В ноябре 1928 года Жирковский с/с был переименован в Добросилинский. Упразднены Глебовщинский, Кривочасовенский, Пеньковский и Покровский с/с.
В июле 1930 года окружная система была упразднена и Демянский район перешёл в прямое подчинение Ленинградской области.
1 января 1932 года был упразднён Полново-Селигерский район. Из него в Демянский район были переданы Ватолинский, Вельевский, Городиловский, Есиповский, Колышкинский, Лыковский, Ляховичский, Монаковский, Мошенской, Новосельский, Полновский, Рабежский, Суховетошский и Филиппогорский с/с.
8 сентября 1941 года Демянск был занят немцами, с 1941 по 1943 год на территории района шли бои. Наиболее известна Демянская наступательная операция 1942 года. Часть деревень была полностью разрушена, а административный центр района был перенесён из Демянска в деревню Новый Скребель. В феврале 1943 года Демянск был освобождён, началось восстановление района.
С 5 июля 1944 года Демянский район в составе Новгородской области.
8 июня 1954 года были упразднены Монаковский, Городиловский, Шумилоборский, Суховетошский, Мошенский и Есиповский с/с. Великозаходский с/с был переименован в Висючеборский, Лыковский — в Новоскребельский, Колышкинский — в Климовский,
Доброслинский — в Жирковский, Ляховичский — в Острешненский.
18 сентября 1958 года были образованы Монаковский и Шумилоборский с/с. Висючеборский с/с был переименован в Великозаходский (4 декабря он был переименован обратно; тогда же снова упразднён Шумилоборский с/с).
9 апреля 1960 года были упразднены Климовский, Монаковский и Новосельский с/с. 17 августа 1961 года упразднён Новоскребельский с/с.
1 февраля 1963 года Демянский район был упразднён, а его территория передана в Демянский сельский район. 12 января 1965 года Демянский район был восстановлен. В его состав вошли рабочий посёлок Демянск и сельсоветы Велильский, Вельевский, Висючеборский, Вотолинский, Горный, Демянский, Жирковский, Ильиногорский, Клевичский, Костьковский, Липьевский, Луговской, Любенский, Мамоновщинский, Марёвский, Молвотицкий, Новодеревенский, Новорусский, Одоевский, Острешненский, Песоцкий, Подберезский, Полновский, Рабежский, Тарасовский, Фёдоровщинский, Филиппогорский и Шишковский. 14 апреля из Валдайского района в Демянский был передан Красейский с/с.
31 декабря 1966 года из Демянского района в Марёвский район были переданы Велильский, Горный, Липьевский, Луговской, Любенский, Мамоновщинский, Марёвский, Молвотицкий, Новодеревенский, Новорусский, Одоевский и Фёдоровщинский с/с.
11 марта 1968 года был упразднён Подберезский с/с. Образован Селигерский с/с.
6 января 1969 года из Валдайского района в Демянский были переданы р.п. Лычково и сельсоветы Задненский, Кневицкий и Мелеченский.
28 марта 1977 года был упразднён Клевичский с/с. Красейский с/с был переименован Черноручейский.
5 мая 1978 года Вельевский с/с был переименован в Никольский, Висючеборский — в Великозаходский, Демянский — в Большелукский, Костьковский — в Зарянский, Мелеченский — в Ямникский, Рабежский — в Дубровский.
24 сентября 1979 года был упразднён Зарянский с/с. 17 мая 1984 года упразднён Острешненский с/с.

## Население
| 1959    | 1989    | 2002    | 2006    | 2007    | 2008    | 2009    | 2010    | 2012    |
| ------- | ------- | ------- | ------- | ------- | ------- | ------- | ------- | ------- |
| 20 593  | ↘18 577 | ↘16 020 | ↘14 835 | ↘14 536 | ↘14 216 | ↘13 930 | ↘13 001 | ↘12 480 |
| 2013    | 2014    | 2015    | 2016    | 2017    | 2018    | 2019    | 2020    | 2021    |
| ↘12 138 | ↘11 726 | ↘11 422 | ↘11 127 | ↘10 760 | ↘10 466 | ↘10 233 | ↘9964   | ↘9932   |

### Урбанизация
Городское население (рабочий посёлок Демянск) составляет 45,32 % от всего населения района.

### Национальный состав
По итогам переписи населения 2020 года проживали следующие национальности (национальности менее 0,1 % и другое, см. в сноске к строке «Другие»):
| Национальность | Численность, чел. | Доля     |
| -------------- | ----------------- | -------- |
| Русские        | 9456              | 95,21 %  |
| Цыгане         | 130               | 1,31 %   |
| Украинцы       | 59                | 0,59 %   |
| Белорусы       | 13                | 0,13 %   |
| Армяне         | 12                | 0,12 %   |
| Чуваши         | 10                | 0,10 %   |
| Другие         | 252               | 2,54 %   |
| Итого          | 9932              | 100,00 % |

## Административно-муниципальное устройство
В Демянский район в рамках административно-территориального устройства входит 1 посёлок городского типа (рабочий посёлок) и 7 поселений как административно-территориальные единицы области.
С 2005 до 2023 года в рамках муниципального устройства в существовавший в этот период одноимённый Демянский муниципальный район включались 8 муниципальных образований, в том числе 1 городское поселение и 7 сельских поселений:
| № | Поселение                        | Административный центр  | Количество населённых пунктов | Население (чел.) | Площадь (км²) |
| - | -------------------------------- | ----------------------- | ----------------------------- | ---------------- | ------------- |
| 1 | Демянское городское поселение    | рабочий посёлок Демянск | 1                             | ↗4501            | 14,94         |
| 2 | Жирковское сельское поселение    | деревня Жирково         | 56                            | ↘694             | 809,17        |
| 3 | Ильиногорское сельское поселение | деревня Шишково         | 35                            | ↗648             | 350,23        |
| 4 | Кневицкое сельское поселение     | посёлок Кневицы         | 7                             | ↘961             | 405,00        |
| 5 | Лычковское сельское поселение    | село Лычково            | 9                             | ↘1169            | 364,28        |
| 6 | Песоцкое сельское поселение      | деревня Пески           | 47                            | ↘659             | 528,88        |
| 7 | Полновское сельское поселение    | село Полново            | 45                            | ↘421             | 398,81        |
| 8 | Ямникское сельское поселение     | деревня Ямник           | 31                            | ↘879             | 327,63        |

Областным законом от 11 ноября 2005 года на территории района как административно-территориальные единицы области были образованы 17 поселений и выделен 1 пгт. 1 января 2006 года в рамках муниципального устройства Областным законом от 17 января 2005 года N 397-ОЗ на территории муниципального района были созданы 18 муниципальных образований: одно городское и 17 сельских поселений.
Областным законом от 30 марта 2010 года были упразднены к 12 апреля 2010 года Большелукское, Великозаходское, Вотолинское, Дубровское, Никольское, Новоскребельское, Тарасовское, Филиппогорское, Черноручейское и Шишковское сельские поселения (поселения).
Областным законом от 30 января 2023 года муниципальный район и все входившие в его состав городское и сельские поселения были упразднены и объединены в Демянский муниципальный округ.

## Населённые пункты
В Демянском районе 229 населённых пунктов, среди которых один посёлок городского типа (рабочий посёлок) и 228 сельских населённых пунктов.
| №   | Населённый пункт       | Тип             | Население | Поселение     |
| --- | ---------------------- | --------------- | --------- | ------------- |
| 1   | Демянск                | рабочий посёлок | ↗4501     | Демянское     |
| 2   | Алешонка               | деревня         | 37        | Ямникское     |
| 3   | Аркадово               | деревня         | 9         | Жирковское    |
| 4   | Арханское              | деревня         | 0         | Полновское    |
| 5   | Бажонка                | деревня         | 111       | Кневицкое     |
| 6   | Балуево                | деревня         | 4         | Полновское    |
| 7   | Белый Бор              | деревня         | 19        | Ямникское     |
| 8   | Беляевщина             | деревня         | 56        | Ямникское     |
| 9   | Березник               | деревня         | 8         | Песоцкое      |
| 10  | Болдыри                | деревня         | 0         | Жирковское    |
| 11  | Большие Луки           | деревня         | 113       | Песоцкое      |
| 12  | Большое Опуево         | деревня         | 1         | Песоцкое      |
| 13  | Боровая                | деревня         | 0         | Жирковское    |
| 14  | Боровицы               | деревня         | 26        | Песоцкое      |
| 15  | Борок                  | деревня         | 28        | Жирковское    |
| 16  | Бураково               | деревня         | 4         | Песоцкое      |
| 17  | Васильевщина           | деревня         | 0         | Ильиногорское |
| 18  | Великий Заход          | деревня         | 143       | Жирковское    |
| 19  | Вельё-Станы            | деревня         | 10        | Песоцкое      |
| 20  | Верейница              | деревня         | 3         | Лычковское    |
| 21  | Висючий Бор            | деревня         | 18        | Жирковское    |
| 22  | Володиха               | деревня         | 0         | Лычковское    |
| 23  | Вольное Берёзно        | деревня         | 0         | Ямникское     |
| 24  | Вотолино               | деревня         | 172       | Ильиногорское |
| 25  | Выдерка                | деревня         | 28        | Кневицкое     |
| 26  | Выселки-Борки          | деревня         | 2         | Ямникское     |
| 27  | Высокая Гора           | деревня         | 6         | Полновское    |
| 28  | Высокуша               | деревня         | ↘3        | Жирковское    |
| 29  | Высочек                | деревня         | 0         | Кневицкое     |
| 30  | Вязовня                | деревня         | ↘3        | Жирковское    |
| 31  | Гибно                  | деревня         | 27        | Песоцкое      |
| 32  | Глебовщина             | деревня         | 37        | Песоцкое      |
| 33  | Головково              | деревня         | ↘10       | Жирковское    |
| 34  | Горелое Березно        | деревня         | 0         | Кневицкое     |
| 35  | Гористицы              | деревня         | 3         | Песоцкое      |
| 36  | Горшковицы             | деревня         | 66        | Ямникское     |
| 37  | Гославль               | деревня         | 6         | Полновское    |
| 38  | Грязная Новинка        | деревня         | 7         | Кневицкое     |
| 39  | Данилово               | деревня         | 7         | Ямникское     |
| 40  | Девятовщина            | деревня         | 10        | Полновское    |
| 41  | Добросли               | деревня         | 49        | Жирковское    |
| 42  | Долматиха              | деревня         | 6         | Полновское    |
| 43  | Дубки                  | деревня         | 6         | Песоцкое      |
| 44  | Дуброви                | деревня         | 101       | Полновское    |
| 45  | Дунаевщина             | деревня         | 1         | Песоцкое      |
| 46  | Екимково               | деревня         | 7         | Полновское    |
| 47  | Екимовщина             | деревня         | 0         | Ямникское     |
| 48  | Елисеево               | деревня         | 0         | Полновское    |
| 49  | Ельник                 | деревня         | 5         | Полновское    |
| 50  | Ермаково               | деревня         | ↗2        | Жирковское    |
| 51  | Есипово                | деревня         | 10        | Песоцкое      |
| 52  | Жирково                | деревня         | 210       | Жирковское    |
| 53  | Заболотье              | деревня         | ↘3        | Жирковское    |
| 54  | Заборовье              | деревня         | 0         | Ильиногорское |
| 55  | Задняя                 | деревня         | 7         | Лычковское    |
| 56  | Залесье                | деревня         | 2         | Песоцкое      |
| 57  | Залужье                | деревня         | 0         | Песоцкое      |
| 58  | Заозерье               | деревня         | 4         | Песоцкое      |
| 59  | Запрометно             | деревня         | 7         | Полновское    |
| 60  | Зарапачёво             | деревня         | 13        | Песоцкое      |
| 61  | Заручевье              | деревня         | 0         | Ильиногорское |
| 62  | Заря                   | деревня         | 31        | Жирковское    |
| 63  | Зелёная                | деревня         | 4         | Ильиногорское |
| 64  | Зимницы                | деревня         | 5         | Полновское    |
| 65  | Зыковщина              | деревня         | 18        | Полновское    |
| 66  | Игнатицы               | деревня         | 0         | Жирковское    |
| 67  | Игожево                | деревня         | 22        | Жирковское    |
| 68  | Икандово               | деревня         | ↘7        | Жирковское    |
| 69  | Иловка                 | деревня         | 15        | Ямникское     |
| 70  | Ильина Гора            | деревня         | 134       | Ильиногорское |
| 71  | Ильина Нива            | деревня         | 14        | Ямникское     |
| 72  | Исаково                | деревня         | 4         | Песоцкое      |
| 73  | Истошно                | деревня         | 24        | Песоцкое      |
| 74  | Калиты                 | деревня         | 1         | Ямникское     |
| 75  | Каменка                | деревня         | 14        | Песоцкое      |
| 76  | Каменная Гора          | деревня         | 17        | Ямникское     |
| 77  | Кипино                 | деревня         | 37        | Лычковское    |
| 78  | Клевичи                | деревня         | 5         | Ямникское     |
| 79  | Клёнка                 | деревня         | 1         | Жирковское    |
| 80  | Климово                | деревня         | 6         | Полновское    |
| 81  | Клин                   | деревня         | 10        | Песоцкое      |
| 82  | Клуксово               | деревня         | 0         | Жирковское    |
| 83  | Кневицы                | деревня         | 137       | Кневицкое     |
| 84  | Кневицы                | посёлок         | 1071      | Кневицкое     |
| 85  | Ковры                  | деревня         | 1         | Жирковское    |
| 86  | Ковряки                | деревня         | 0         | Полновское    |
| 87  | Кожевниково            | деревня         | 5         | Ильиногорское |
| 88  | Козино                 | деревня         | 5         | Полновское    |
| 89  | Колышкино              | деревня         | 2         | Полновское    |
| 90  | Корзово                | деревня         | 0         | Песоцкое      |
| 91  | Корпово                | деревня         | 6         | Жирковское    |
| 92  | Костьково              | деревня         | 39        | Жирковское    |
| 93  | Красея                 | деревня         | 22        | Ямникское     |
| 94  | Красная                | деревня         | 0         | Жирковское    |
| 95  | Красная Горка          | деревня         | 10        | Песоцкое      |
| 96  | Красота                | деревня         | 14        | Полновское    |
| 97  | Кривая Клетка          | деревня         | 9         | Полновское    |
| 98  | Кривкино               | деревня         | 1         | Песоцкое      |
| 99  | Кривско                | деревня         | 6         | Ямникское     |
| 100 | Крутуша                | деревня         | 11        | Полновское    |
| 101 | Кувшины                | деревня         | 0         | Полновское    |
| 102 | Кузнецово              | деревня         | 18        | Ильиногорское |
| 103 | Курган                 | деревня         | 0         | Ямникское     |
| 104 | Лаврово                | деревня         | 78        | Полновское    |
| 105 | Лашково                | деревня         | 0         | Ильиногорское |
| 106 | Леониха                | деревня         | ↘2        | Жирковское    |
| 107 | Липица                 | деревня         | 2         | Песоцкое      |
| 108 | Липняги                | деревня         | 1         | Лычковское    |
| 109 | Лонна                  | деревня         | 13        | Лычковское    |
| 110 | Лужно                  | деревня         | 63        | Ямникское     |
| 111 | Лукино                 | деревня         | 0         | Песоцкое      |
| 112 | Лыково                 | деревня         | 8         | Полновское    |
| 113 | Лычково                | село            | ↘1578     | Лычковское    |
| 114 | Ляховичи               | деревня         | 7         | Ильиногорское |
| 115 | Малая Крутуша          | деревня         | 4         | Ильиногорское |
| 116 | Малая Пустошка         | деревня         | 1         | Ильиногорское |
| 117 | Малиновка              | деревня         | 6         | Песоцкое      |
| 118 | Малое Опуево           | деревня         | 0         | Песоцкое      |
| 119 | Малые Луки             | деревня         | 55        | Песоцкое      |
| 120 | Малый Заход            | деревня         | 3         | Жирковское    |
| 121 | Малый Ямник            | деревня         | 18        | Жирковское    |
| 122 | Мамаевщина             | деревня         | 4         | Песоцкое      |
| 123 | Марково                | деревня         | 0         | Ильиногорское |
| 124 | Маслино                | деревня         | 0         | Жирковское    |
| 125 | Меглино                | деревня         | 11        | Жирковское    |
| 126 | Медянки                | деревня         | 7         | Ильиногорское |
| 127 | Мелеча                 | деревня         | 13        | Ямникское     |
| 128 | Митрошино              | деревня         | 6         | Песоцкое      |
| 129 | Михалёво               | деревня         | 2         | Жирковское    |
| 130 | Михальцово             | деревня         | 0         | Ямникское     |
| 131 | Михеево                | деревня         | 0         | Ильиногорское |
| 132 | Мошино                 | деревня         | 0         | Ильиногорское |
| 133 | Мстижа                 | деревня         | 9         | Ильиногорское |
| 134 | Муры                   | деревня         | 10        | Лычковское    |
| 135 | Накладец               | деревня         | 0         | Ямникское     |
| 136 | Намещи                 | деревня         | 12        | Ильиногорское |
| 137 | Нарезка                | деревня         | 0         | Жирковское    |
| 138 | Никольское             | село            | 101       | Песоцкое      |
| 139 | Новинка                | деревня         | 0         | Жирковское    |
| 140 | Новое Подсосонье       | деревня         | 0         | Песоцкое      |
| 141 | Новое Сохново          | деревня         | 1         | Жирковское    |
| 142 | Новосёл                | деревня         | 2         | Полновское    |
| 143 | Новый Брод             | деревня         | 5         | Жирковское    |
| 144 | Новый Скребель         | деревня         | 75        | Полновское    |
| 145 | Обрыни                 | деревня         | 30        | Ямникское     |
| 146 | Овинчище               | деревня         | 7         | Полновское    |
| 147 | Ользи                  | деревня         | 35        | Жирковское    |
| 148 | Ореховно               | деревня         | 5         | Полновское    |
| 149 | Осиновка               | деревня         | 10        | Полновское    |
| 150 | Осинушка               | деревня         | 7         | Песоцкое      |
| 151 | Осотно                 | деревня         | 2         | Полновское    |
| 152 | Острешно               | деревня         | 0         | Ильиногорское |
| 153 | Остров                 | деревня         | 5         | Полновское    |
| 154 | Охрино                 | деревня         | 10        | Жирковское    |
| 155 | Пабережье              | деревня         | 17        | Песоцкое      |
| 156 | Палагино               | деревня         | 0         | Ильиногорское |
| 157 | Пасека                 | деревня         | 0         | Жирковское    |
| 158 | Пахино                 | деревня         | 3         | Жирковское    |
| 159 | Пахомовщина            | деревня         | 4         | Ильиногорское |
| 160 | Пекахино               | деревня         | 7         | Жирковское    |
| 161 | Пеньково               | деревня         | ↘10       | Жирковское    |
| 162 | Перерва                | деревня         | 2         | Полновское    |
| 163 | Пески                  | деревня         | 206       | Песоцкое      |
| 164 | Песоцкая Усадьба       | деревня         | 1         | Песоцкое      |
| 165 | Пестово                | деревня         | 6         | Песоцкое      |
| 166 | Петровское             | деревня         | 2         | Жирковское    |
| 167 | Плещеево               | деревня         | 3         | Ильиногорское |
| 168 | Подберёза              | деревня         | 2         | Песоцкое      |
| 169 | Подгорная              | деревня         | 13        | Полновское    |
| 170 | Подгорье               | деревня         | 42        | Песоцкое      |
| 171 | Подновинка             | деревня         | 0         | Жирковское    |
| 172 | Подсосонье             | деревня         | 5         | Ямникское     |
| 173 | Покров                 | деревня         | 1         | Полновское    |
| 174 | Покровка               | деревня         | 5         | Песоцкое      |
| 175 | Ползуны                | деревня         | 5         | Ильиногорское |
| 176 | Полново                | село            | 296       | Полновское    |
| 177 | Полонец                | деревня         | 5         | Полновское    |
| 178 | Поцепово               | деревня         | 3         | Ильиногорское |
| 179 | Починок                | деревня         | 2         | Ямникское     |
| 180 | Приволье               | деревня         | 33        | Жирковское    |
| 181 | Придорожная            | деревня         | ↘1        | Жирковское    |
| 182 | Приозерная             | деревня         | 24        | Полновское    |
| 183 | Пустошка               | деревня         | 4         | Полновское    |
| 184 | Рабежа                 | деревня         | 0         | Полновское    |
| 185 | Роговичи               | деревня         | 2         | Ильиногорское |
| 186 | Сбыльницы              | деревня         | 0         | Песоцкое      |
| 187 | Серки                  | деревня         | 0         | Жирковское    |
| 188 | Скит                   | деревня         | 2         | Полновское    |
| 189 | Скобово                | деревня         | 7         | Ильиногорское |
| 190 | Скробцово              | деревня         | 2         | Ямникское     |
| 191 | Славицы                | деревня         | 4         | Песоцкое      |
| 192 | Соболево               | деревня         | 3         | Ильиногорское |
| 193 | Софронково             | деревня         | 2         | Песоцкое      |
| 194 | Старое Сохново         | деревня         | 1         | Жирковское    |
| 195 | Старые Ладомири        | деревня         | 1         | Жирковское    |
| 196 | Старый Брод            | деревня         | 8         | Жирковское    |
| 197 | Старый Скребель        | деревня         | 0         | Полновское    |
| 198 | Сухая Ветошь           | деревня         | 14        | Песоцкое      |
| 199 | Сухонивочка            | деревня         | 0         | Ямникское     |
| 200 | Сыропятово             | деревня         | 0         | Ильиногорское |
| 201 | Тарасово               | деревня         | 196       | Жирковское    |
| 202 | Твёрдово               | деревня         | 0         | Ильиногорское |
| 203 | Тесны                  | деревня         | 3         | Ямникское     |
| 204 | Тоболка                | деревня         | 0         | Жирковское    |
| 205 | Трунёво                | деревня         | 11        | Полновское    |
| 206 | Уполозы                | деревня         | 2         | Ямникское     |
| 207 | Усадьба                | деревня         | 18        | Ильиногорское |
| 208 | Филиппова Гора         | деревня         | 159       | Песоцкое      |
| 209 | Филипповщина           | деревня         | 2         | Полновское    |
| 210 | Филиппогорский Новосёл | деревня         | 2         | Песоцкое      |
| 211 | Фишово                 | деревня         | 0         | Ильиногорское |
| 212 | Хани                   | деревня         | 9         | Ямникское     |
| 213 | Хахили                 | деревня         | 1         | Жирковское    |
| 214 | Хмели                  | деревня         | 9         | Жирковское    |
| 215 | Хозюпино               | деревня         | 1         | Ильиногорское |
| 216 | Цемена                 | деревня         | 7         | Жирковское    |
| 217 | Чёрный Ручей           | деревня         | 199       | Ямникское     |
| 218 | Чижово                 | деревня         | 13        | Ильиногорское |
| 219 | Чичилово               | деревня         | 6         | Ямникское     |
| 220 | Шанёво-1               | деревня         | 0         | Полновское    |
| 221 | Шанёво-2               | деревня         | 0         | Полновское    |
| 222 | Шарапиха               | деревня         | 2         | Полновское    |
| 223 | Шишково                | деревня         | 221       | Ильиногорское |
| 224 | Шульгина Гора          | деревня         | 54        | Песоцкое      |
| 225 | Шумилов Бор            | деревня         | 3         | Жирковское    |
| 226 | Шумилово               | деревня         | 2         | Жирковское    |
| 227 | Щеглово                | деревня         | 29        | Ильиногорское |
| 228 | Яблоня                 | деревня         | 5         | Лычковское    |
| 229 | Ямник                  | деревня         | 590       | Ямникское     |

### Упразднённые населённые пункты
В 2024 году упразднены деревни Березник и Каменка.

## Экономика
Промышленность представлена предприятиями пищевой (производство хлебобулочных, кондитерских изделий, минеральной воды) и деревообрабатывающей отраслей, лесозаготовительными предприятиями, в основном, малых форм.
Сельское хозяйство представлено пятью сельскохозяйственными предприятиями и двумя десятками действующих крестьянских (фермерских) хозяйств.
Активно развивается рыболовство и товарное рыбоводство.

## Транспорт
На востоке и юге район связан автодорогами с Марёво и со Старой Руссой; также шоссейные автодороги проходящие через район, связывающие его с Крестецким, Парфинским и Валдайским районами, связывают его с Валдаем, Великим Новгородом и Боровичами. На севере района проходят пути Октябрьской железной дороги «Бологое-Московское — Дно", на территории района есть 2 станции в селе Лычково и поселке Кневицы.
Географическое положение района практически не выгодно, так как он расположен далеко от экономически развитых центров, но в прошлом, нынешняя территория района была в более выгодном географическом положении, так как тут проходил известный торговый путь «Из варяг в греки».

## Культура
В районе есть 27 учреждений культурного типа и 24 библиотеки. В Демянске есть школа искусств, в которой с 1995 года создан детский хоровой ансамбль духовной музыки «Благовест», также там расположен районный краеведческий музей, при музее созданы мастерские по ткачеству и плетению из бересты. В Кневицах есть музей боевой славы «Красная гвоздика». В районе проводят фестиваль «Моя любовь — кино», межрайонный конкурс разговорного жанра «На Селигерской волне».

## Достопримечательности
Среди природных достопримечательностей района озеро Вельё, на берегу которого, в селе Никольское — первый в России рыбоводный завод (основан в 1854 году В. П. Врасским). Своей северной частью в район входит озеро Селигер (село Полново). На территории района находится часть Валдайского национального парка.
В Демянском районе находится 166 памятников археологии, 16 памятников архитектуры, 4 памятника садово-паркового искусства, 67 воинских захоронений и братских могил, 26 воинских памятных знаков.
В районе проводятся экскурсии по историческим местам района: Княжна гора, Никольский рыборазводный завод (на территории Валдайского национального парка), по берегам озера Селигер (село Полново), к памятникам истории Великой Отечественной войны, включая мемориал Северо-Западного фронта.